# این ات لیتل واشینگتن
این اَت لیتل واشینگتن (انگلیسی: The Inn at Little Washington) یک رستوران و میخانه در شهر واشینگتن ایالات ویرجینیا که در سال ۱۹۷۸ بنیان‌گذاری شد.
نشریات معتبری چون واشینگتن پست و نیویورک تایمز به این رستوران پرداخته‌اند و نخستین جایی بود که هم به‌خاطر خدمات هتلی و هم برای غذاهایش پنج ستاره از «راهنمای سفر فوربز» دریافت کرد. این رستوران در سال ۲۰۱۸ سه ستارهٔ میشلن دریافت کرد و انجمن اتومبیل آمریکا هم ۵ ستارهٔ الماس بابت روش آشپزی و خدمات هتلی‌اش بدان اهدا کرد. این رستوران از بنیاد جیمز بیرد نیز چندین جایزه در زمینه‌های مختلف گرفته‌است. زگت به مدت ۱۴ سال متوالی این رستوران را در زمینه‌های مختلف در صد لیست انتخابی خود قرار داد.